# Kapelle zur hilligen Seele

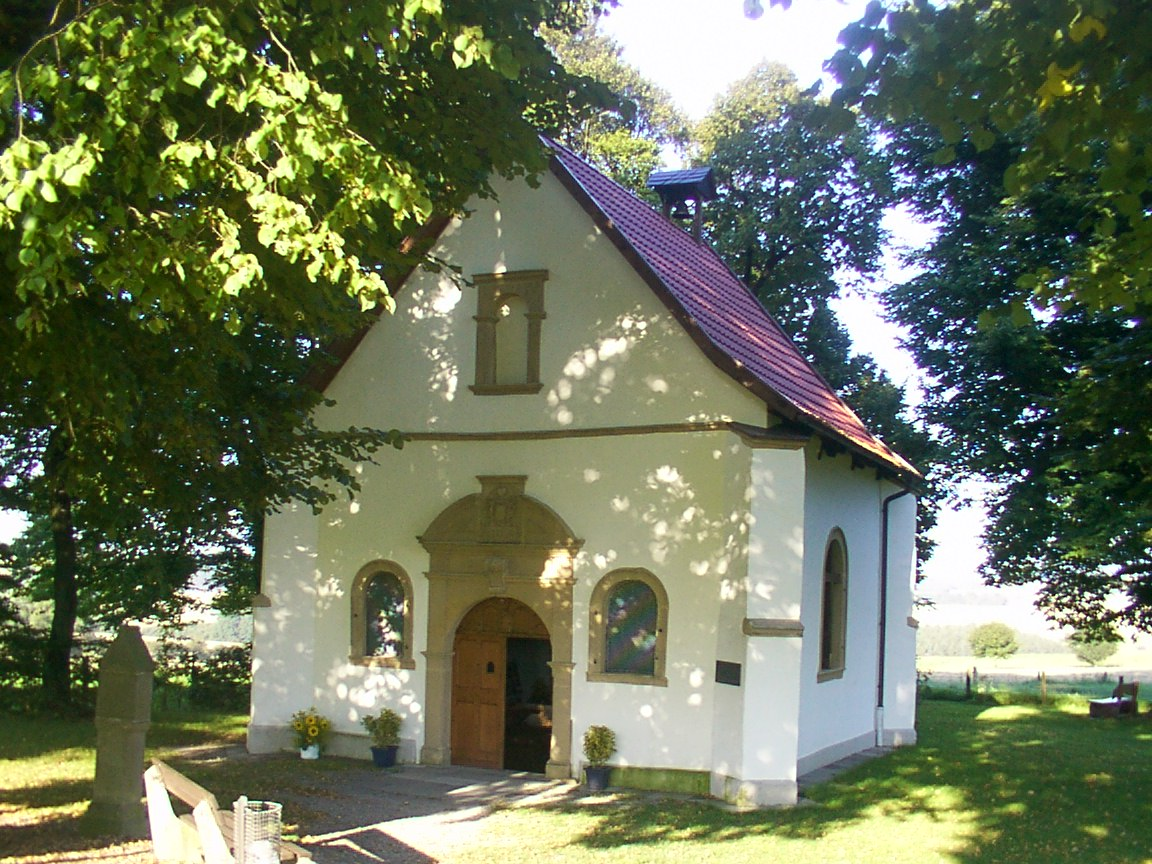
Kapelle zur hilligen Seele

Die Kapelle zur hilligen Seele ist ein denkmalgeschütztes Kirchengebäude in Dörenhagen, einem Ortsteil von Borchen im Kreis Paderborn (Nordrhein-Westfalen).

## Geschichte und Architektur

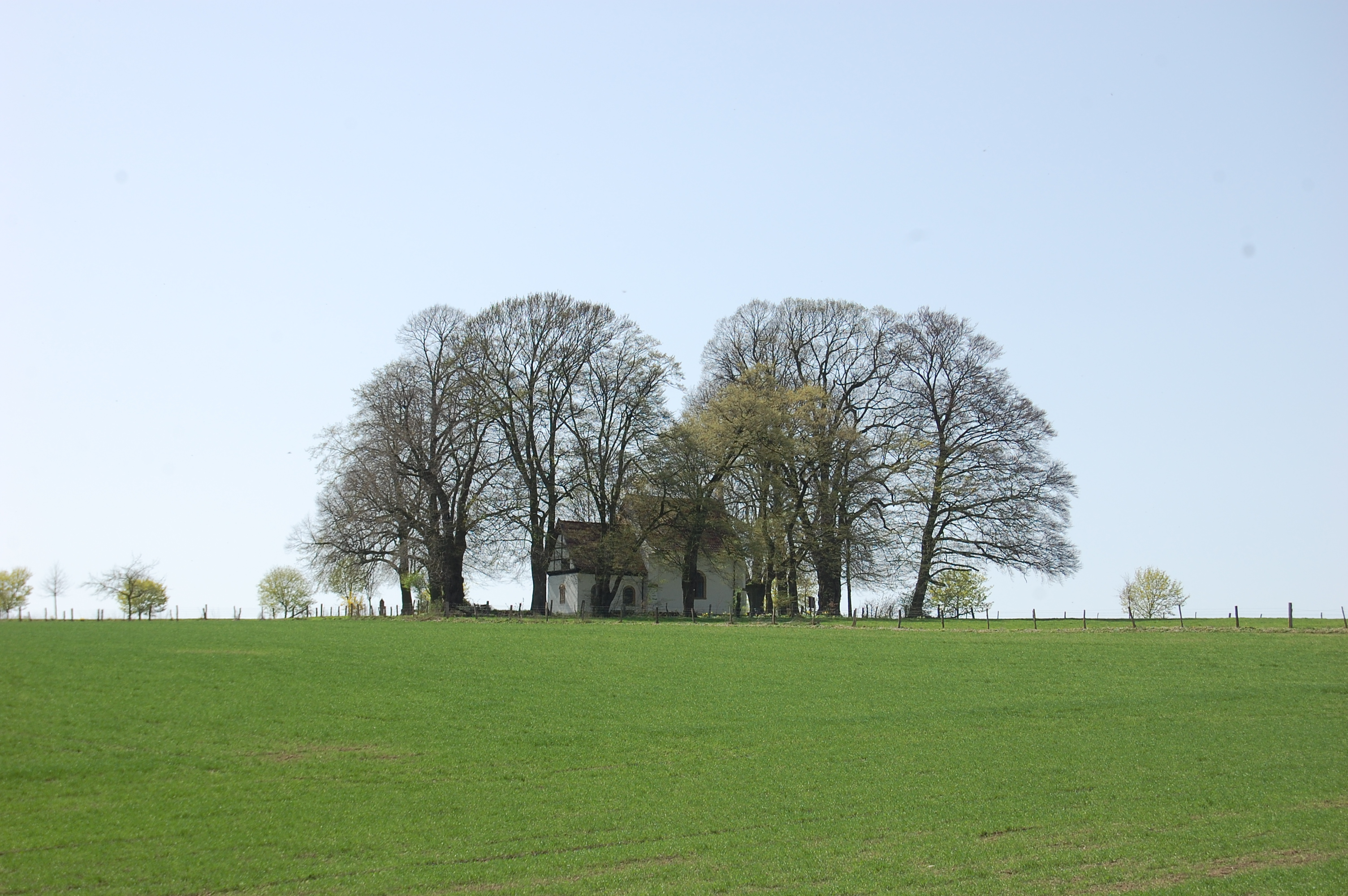
Ansicht in der Flur

Die Kapelle war wohl schon im frühen Mittelalter ein Wallfahrtsort für die Kreuzverehrung. Seit der Zeit der Kreuzfahrer soll sich hier eine Kreuzpartikel befunden haben. Der Vorgängerbau war vermutlich eine Holzkapelle. Für den Namen gibt es verschiedene Deutungsversuche, von denen aber keiner gesichert ist.
Der kleine verputzte Saal mit Sandsteingliederung und einem gerade geschlossenen Chor wurde um 1100 errichtet. Im Dreißigjährigen Krieg wurde die Kapelle von den Schweden zerstört. Der quadratische Saal wurde von 1659 bis 1663 nach Westen angebaut. Zur selben Zeit wurden die Fenster vergrößert und das östliche Fenster wurde zugemauert. Eine bei der Kapelle gelegene Klause wurde 1792 abgebrochen. Das Kreuzgewölbe im niedrigen Chor wurde nachträglich eingezogen. Im Saal wurde eine Flachdecke eingebaut. Die sandsteingerahmten Wandnischen sind zum Teil mit Muschelkalotten verziert.

## Ausstattung

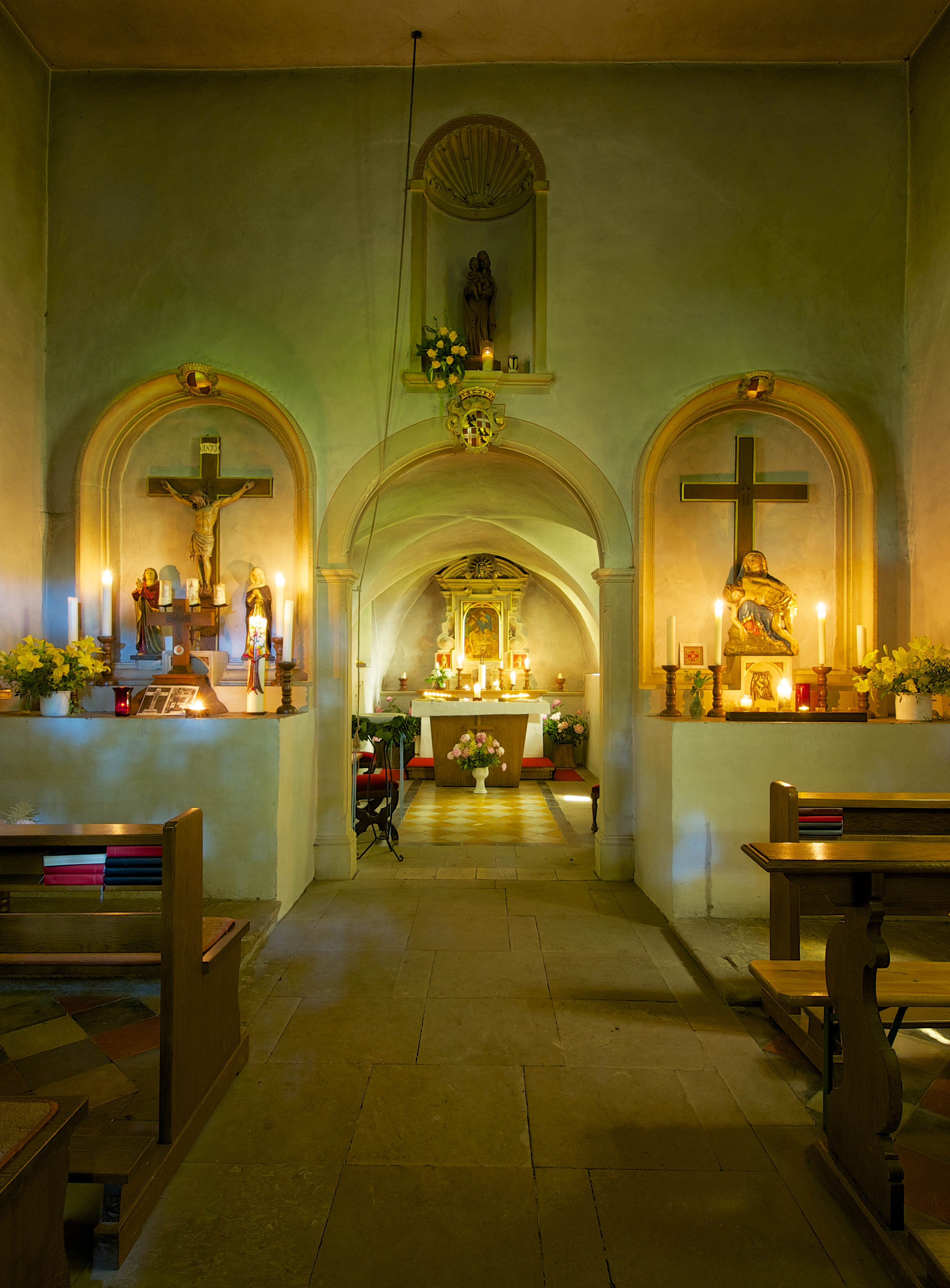
Kapelle zur hilligen Seele (Innenansicht)

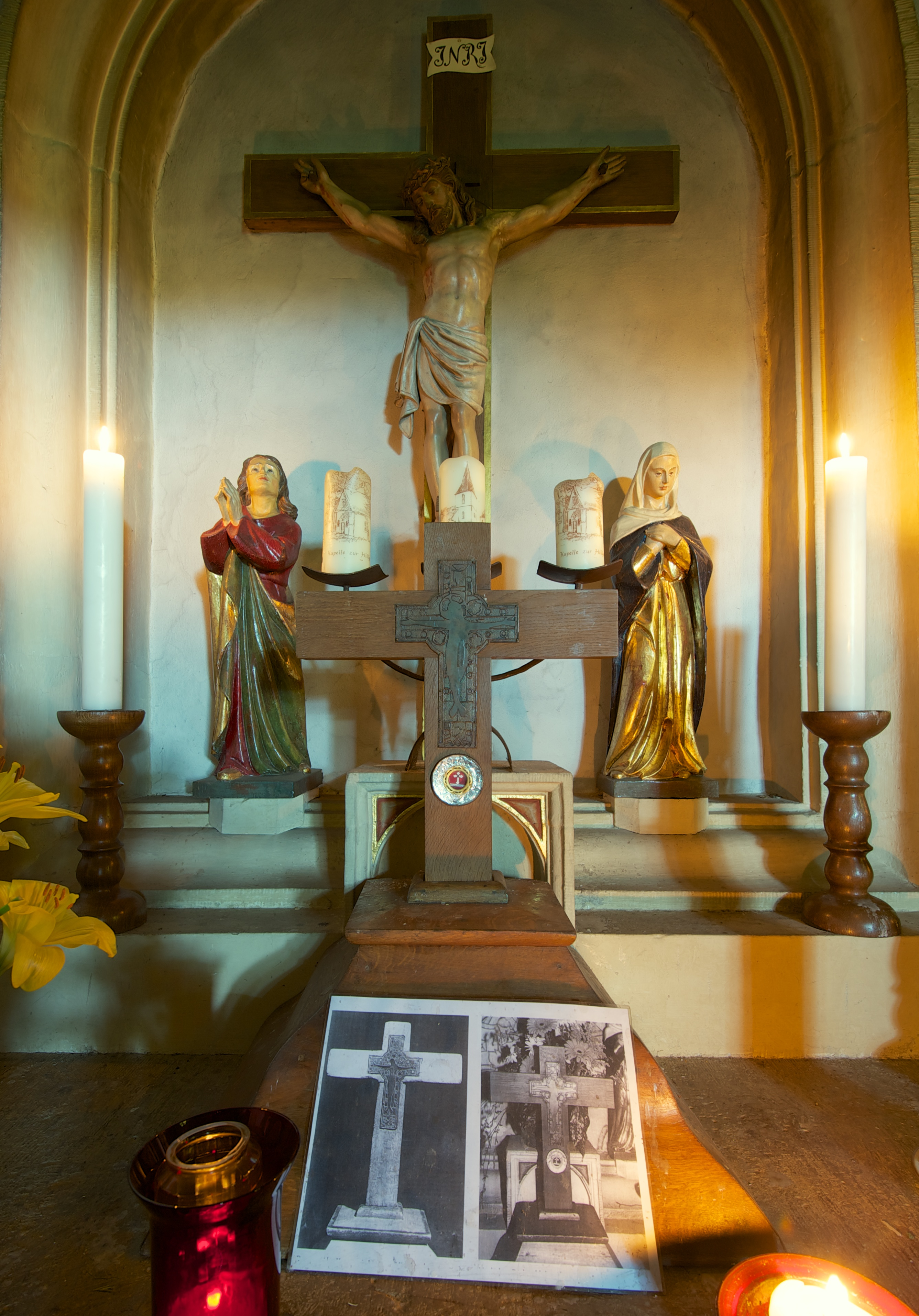
Nachbildung des Kreuzes aus Limoges mit der Kreuzpartikel

- Das verehrte Kupferkreuz von etwa 1200 aus Limoges mit Grubenschmelz wurde bei der Verwüstung der Kapelle durch die Schweden im Dreißigjährigen Krieg zerstört. Auf Grundlage des wiedergefundenen Mittelstücks (ohne Kreuzpartikel) wurde ein neues Kreuz gefertigt. Dieses wurde 1972 gestohlen. Derzeit wird eine Nachbildung gezeigt. Aus Rom konnte Kardinal Degenhardt eine Kreuzpartikel vermitteln, die dieser Nachbildung beigefügt wurde.
- Der eisenbeschlagene Opferstock stammt von der ersten Hälfte des 17. Jahrhunderts.
- Die Glocke wurde 1730 von Johann Schweys gegossen.
- Die Kreuzwegstationen aus Sandstein wurden 1876 aufgestellt.

## Prozessionen
Jährlich findet am Sonntag nach dem Johannistag eine Prozession zu der Kapelle statt.

## Jakobsweg
Die Kapelle liegt auf dem 2016 beschilderten Teilstück des Jakobswegs zwischen Paderborn und dem sauerländischen Elspe.